# Châtenay (Eure-et-Loir)
Châtenay település Franciaországban, Eure-et-Loir megyében. Lakosainak száma 236 fő (2022. január 1.). Châtenay Vierville, Baudreville és Gommerville községekkel határos.

## Népesség
A település népességének változása:
| Lakosok száma | 169  | 148  | 150  | 216  | 240  | 247  | 238  | 232  | 230  | 236  |
|               | 1968 | 1982 | 1990 | 2006 | 2013 | 2015 | 2017 | 2019 | 2020 | 2022 |